# جاز کارتیه
جماری ویشات آدامز (به انگلیسی: Jahmarie Wishart Adams؛ زادهٔ ۱۹ مارس ۱۹۹۳) که بیشتر با نام هنری جاز کارتیه (به انگلیسی: Aliyah's Interlude) شناخته می‌شود، رپر و خواننده-ترانه‌پرداز کانادایی می‌باشد.
وی دو بار نامزد فهرست بلند جایزهٔ موسیقی پولاریس شده است؛ یک‌بار در سال ۲۰۱۵ برای آلبوم چپاولگری در بهشت و بار دیگر در سال ۲۰۱۶ برای هتل پارانویا، علاوه بر این، وی در جوایز جونو سال ۲۰۱۷ برای هتل پارانویا برندهٔ جایزهٔ بهترین اثر رپ سال شد. او نخستین آلبوم استودیویی خود را تحت عنوان فلورر در ژوئیهٔ سال ۲۰۱۸ منتشر نمود.